# 新日电动车
江苏新日电动车股份有限公司（上交所：603787，新日股份）是中華人民共和國一家電動自行車生產商，其產品統稱為新日电动车。

## 歷史
新日创始人张崇舜生於温州，其父母是五金配件生意人。张崇舜没能考上高中。1989年，20歲的张崇舜來到海南经营五金配件，之後又為新大洲公司提供摩托车配件。
1999年，张崇舜在北京密云成立了新日电动车品牌。2002年，张崇舜将新日总部迁至江苏无锡。2017年，新日在上交所挂牌上市，成为中國首家登陆主板A股的电动车企业。